# ۴٬۲٬۱-تری‌متیل‌بنزن
۱،۲،۴-تری‌متیل‌بنزن (به انگلیسی: 1,2,4-Trimethylbenzene) با فرمول شیمیایی C۹H۱۲ یک ترکیب شیمیایی است. که جرم مولی آن ۱۲۰٫۱۹ g/mol می‌باشد. 